# Tour du Philosophe

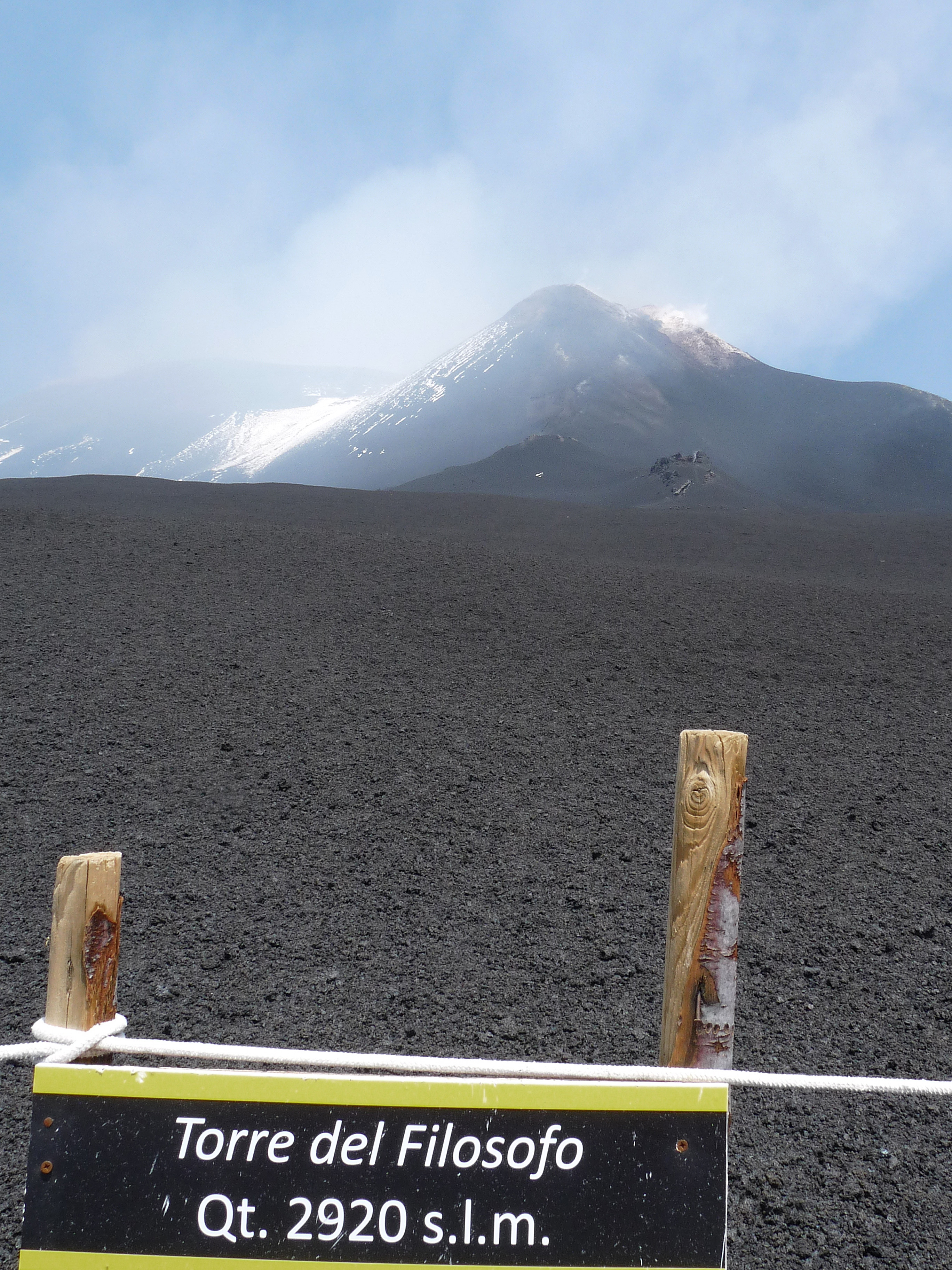
Point de vue depuis la tour du Philosophe

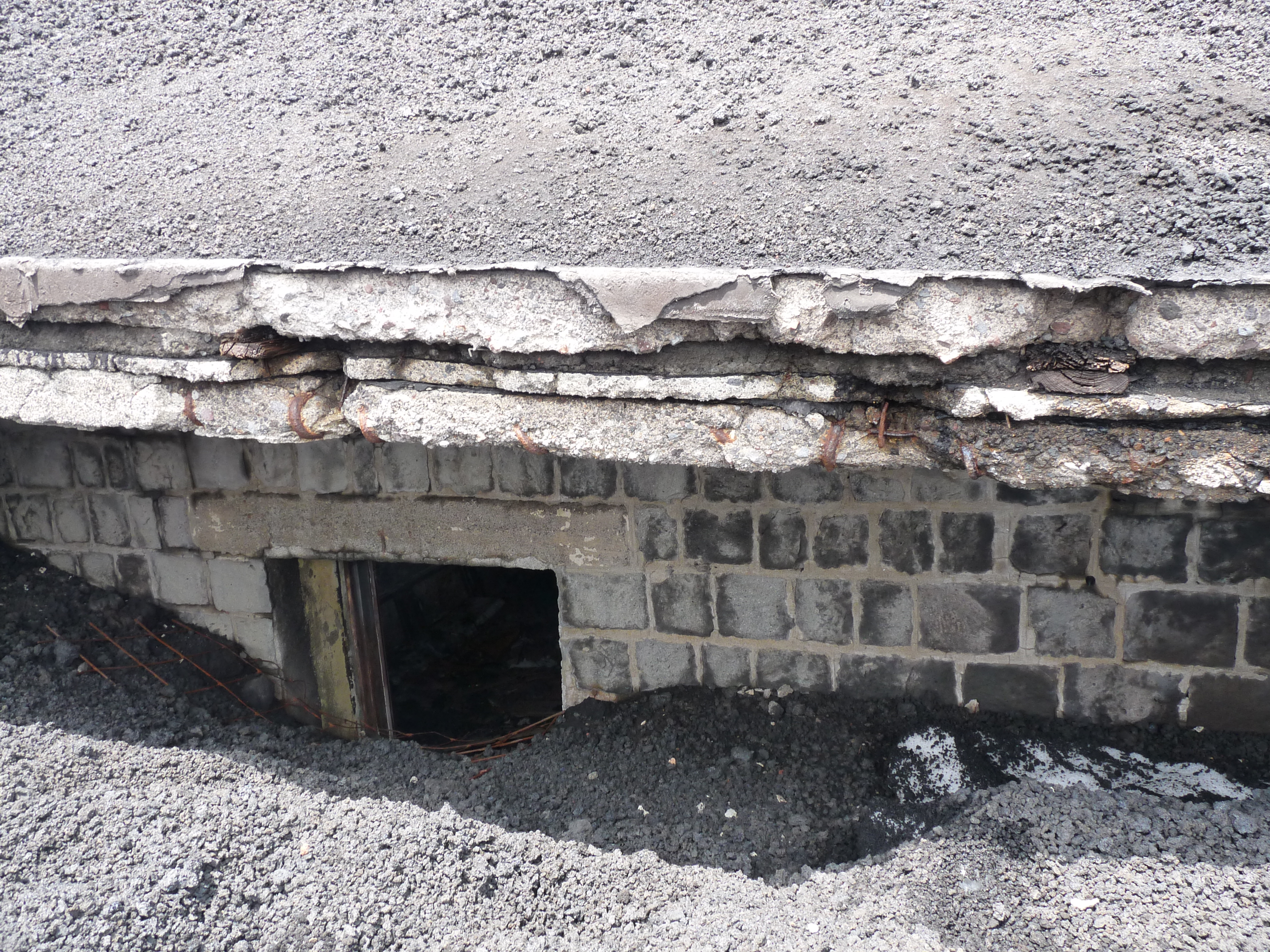
Ancien refuge englouti par la coulée de lave de 2002

La tour du Philosophe, ou Torre del Filosofo en italien, est un ensemble de ruines italiennes situées en Sicile à 450 mètres du sommet de l'Etna, volcan actif de l'île. Cet ensemble doit son nom à une tradition qui en fait l'observatoire d'Empédocle, philosophe grec du Ve siècle av. J.-C. qui se serait suicidé en se précipitant dans une fournaise. Selon d'autres sources, il pourrait s'agir plutôt d'un belvédère construit pour l'empereur Adrien lorsqu'il monta sur l'Etna. 
De fait, la tour du Philosophe est un bon point d'observation pour étudier les éruptions. Situé à 2 920 mètres d'altitude, il s'agit du dernier point accessible par la route. 
Le site accueillait autrefois un refuge de montagne, enseveli le 25 novembre 2002, lorsqu'un second cône explosif se constitua en amont du premier.